# ゲイリー・ゴードン
ゲイリー・アイヴァン・ゴードン（英:Gary Ivan Gordon、1960年8月30日 - 1993年10月3日）は、アメリカ陸軍の軍人。階級は曹長であり、名誉勲章の受章者である。戦死した時は、アメリカ陸軍最高峰の特殊部隊である第1特殊部隊デルタ作戦分遣隊（1st SFOD-D）所属の下士官だった。ゴードンは戦友であるランディ・シュガート一等軍曹と共に、1993年10月3日のモガディシュの戦闘での功績に対し、死後、名誉勲章を授与された。

## 幼少期と経歴
ゲイリー・ゴードンは、1960年8月30日にアメリカ合衆国メイン州リンカーン郡で生まれた。1978年に地元の公立高校であるマタノークック・アカデミーを卒業した。その年の12月4日、18歳でアメリカ陸軍に入隊した。 工兵として訓練を受けたゴードンは、第10特殊部隊グループ第2大隊の特殊部隊工兵となった。1986年12月に、志願者の中から選ばれて第1特殊部隊デルタ作戦分遣隊（1st SFOD-D）に入隊した。 デルタフォース隊員となったゴードンは、最終的に曹長までに昇進した。 ソマリアに赴任する前に、彼は妻カルメンと結婚し、ブリトニーとイアンの2人の子供をもうけた。

## ソマリアでの戦闘及び戦死
ゴードンは、1993年夏に、レンジャー任務部隊の一員として、他のデルタフォース隊員とともにソマリア内戦中だったモガディシュに赴任した。1993年10月3日、ゴードンは、アイディード派幹部逮捕を目的とした統合部隊攻撃任務であるゴシック・サーペント作戦の一環であるモガディシュの戦闘（作戦コード「アイリーン」）に狙撃チームのリーダーとして参加した。作戦行動中、攻撃チームの侵入と航空支援を実施する陸軍のUH-60 ブラックホークヘリコプター「スーパー・シックス・ワン」が撃墜された。しばらくして救出に向かった2機目のブラックホーク「スーパーシックス・フォー」も撃墜された。地上の第75レンジャー連隊の部隊は、既にアイディード派民兵と激しい戦闘を交えながら、1機目の墜落現場に向かっていた。そのため2機目に撃墜されたヘリコプターの乗組員を支援することができなかった。
ゴードンは、指揮していたデルタフォース狙撃チームの隊員であるランディ・シュガート一等軍曹とブラッド・ハリング一等軍曹ともに、ブラックホーク「スーパー・シックス・ツー」から狙撃支援を実施していたが、多数の武装した敵対的なソマリア市民が墜落現場に集結しつつあるのを確認したため、重傷を負った4人の乗組員を守るために、墜落現場に降下することを求めた。作戦指揮官は、デルタフォースの3人の狙撃兵がブラックホークから降下し、地上から効果的な護衛を実施するには、既に危険すぎる状況にあると判断し、ゴードンの要求を拒否した。司令部の考えは、狙撃兵が空中から援護を続けることで、より効果的に多くの支援を提供することができるというものだった。しかし、現場のゴードンは、乗組員が自力で生還することは絶望的であると結論付け、2回にわたり要求を繰り返し、最終的に司令部の許可を得た。ハリング一等軍曹は、「スーパー・シックス・ツー」の負傷したクルーに代わり、ミニガンの射手を引き継いだため、ゴードンとシュガートと共に降下することができなかった。
降下したゴードンとシュガートは、自らの個人装備とサイドアーム（補助装備）のみで、撃墜されたブラックホークに向かって前進した。この時、既にアメリカ兵を捕獲するか、殺害することを考えたソマリア民兵が多く集まっていた。スーパーシックス・フォーに到達すると、ゴードンとシュガートは、乗組員だったマイケル・デュラント上級准尉、ビル・クリーブランド、レイ・フランク、トミー・フィールドの4人（デュラント以外の3人は既に戦死）を機体から引っ張り出し、墜落現場の周囲に防御陣地を確立した。ソマリア民兵側に多くの損害を与えたが、2人のデルタ狙撃兵に対しては数が多すぎた。2人の弾薬は直ぐに枯渇し、ゴードンとシュガートは、ソマリア人によって射殺された。シュガートは、ゴードンが使用していたCAR-15 カービンを回収し、デュラント上級准尉に渡し、使用させている。その直後、シュガートも戦死し、デュラントは捕虜となった。この戦闘だけでも、25人のソマリア人を殺害し、多数を負傷させた。デイヴィッド・ライアンとパトリック・キーリーが執筆した『アメリカとイラク:政策決定、介入、地域政治』（原題：America and Iraq: Policy-making, Intervention and Regional Politics）によると、ゴードンの遺体は、半裸の状態でモガディシュの通りを引きずり回された。
最終的にゴードンの遺体は回収され、メイン州ペノブスコット郡のリンカーン墓地に埋葬された。
この戦闘については、どちらが最初に戦死したのかなど、若干の混乱があった。公式記録では、シュガートが最初に戦死したとされた。マーク・ボウデンは、モガディシュの戦闘について記した『ブラックホーク・ダウン アメリカ最強特殊部隊の戦闘記録』の中で、戦闘に参加した別のデルタフォース隊員であるポール・ハウ三等軍曹の証言を引用し、シュガートが無線で救助を要請しているのを聞き、またデュラントに手渡されたのはシュガートが愛用していた特徴のあるスプリングフィールドM14ではなかったと証言した。また、ゴードンの人間性ついて、まだ戦える間、自らの武器を他の兵士に渡すようなことはないだろうと述べている。デュラントは、著書『英雄たちの中隊』の中で、ゴードンが機体の左側にいたと記述しており、ゴードンとシュガートが、デュラントを安全な場所に移動させた後、ゴードンが「くそ。撃たれた」と言うの聞いたとあると記述した。その後、シュガートが機体の左側からCAR-15 カービンを持ってきた。
2001年9月11日のアメリカ同時多発テロ事件の後、ターリバーンとアルカーイダを壊滅させるための北部同盟を支援するために、アメリカ特殊部隊が、アフガニスタンに派遣された。2002年3月のアナコンダ作戦では、激しい山岳戦闘の後、アメリカ軍部隊は、GPS装置と共に「G.ゴードン」と書かれたポーチを発見している。アメリカ軍の諜報・情報分析官は、当初、ゴードンがソマリアの市場で購入し、使用していたGPS装置であるとした。ゴードンの遺族には、この件が公表されるまでに、発見直後に連絡があった。しかし、最終的にゴードンのGPS装置ではなく、アナコンダ作戦以前の戦闘で戦死したヘリコプターパイロットのGPSであることが判明している。

## 勲章等

### 略綬等
ゴードン曹長の略綬等は、以下の通りである。
| |                         |  |  |  |  |
| |                         |  |  |  |  |
| |                         |  |  |  |  |
| Bronze oak leaf cluster | Bronze oak leaf cluster |  |  |  |  |
| |                         |  |  |  |  |
| Width-44 green ribbon with central width-8 flag blue stripe flanked by a pair of width-2 yellow stripes. At distance 6 from the edges are a pair of width-4 yellow stripes. |                         |  |  |  |  |
| |                         |  |  |  |  |
| |                         |  |  |  |  |
| |                         |  |  |  |  |

| 戦闘歩兵バッジ（2回受章）           |                                     |                                     |                                     |                            |                            |                            |                            |                                    |                                    |                                    |                                    |
| 名誉勲章                            |                                     |                                     |                                     |                            |                            |                            |                            |                                    |                                    |                                    |                                    |
| パープルハート章                    | パープルハート章                    | パープルハート章                    | パープルハート章                    | メリトリアスサービスメダル | メリトリアスサービスメダル | メリトリアスサービスメダル | メリトリアスサービスメダル | 陸軍表彰勲章                       | 陸軍表彰勲章                       | 陸軍表彰勲章                       | 陸軍表彰勲章                       |
| 統合部隊表彰勲章（2回受章）         | 統合部隊表彰勲章（2回受章）         | 統合部隊表彰勲章（2回受章）         | 統合部隊表彰勲章（2回受章）         | 陸軍成果勲章（2回受章）    | 陸軍成果勲章（2回受章）    | 陸軍成果勲章（2回受章）    | 陸軍成果勲章（2回受章）    | 陸軍善行章（4回受章）              | 陸軍善行章（4回受章）              | 陸軍善行章（4回受章）              | 陸軍善行章（4回受章）              |
| 国防従軍勲章                        | 国防従軍勲章                        | 国防従軍勲章                        | 国防従軍勲章                        | 軍隊遠征勲章               | 軍隊遠征勲章               | 軍隊遠征勲章               | 軍隊遠征勲章               | 人道支援従軍勲章                   | 人道支援従軍勲章                   | 人道支援従軍勲章                   | 人道支援従軍勲章                   |
| 下士官特殊技能開発リボン（3回受章） | 下士官特殊技能開発リボン（3回受章） | 下士官特殊技能開発リボン（3回受章） | 下士官特殊技能開発リボン（3回受章） | 陸軍従軍リボン             | 陸軍従軍リボン             | 陸軍従軍リボン             | 陸軍従軍リボン             | 国連メダル                         | 国連メダル                         | 国連メダル                         | 国連メダル                         |
| 上級空挺バッジ                      | 上級空挺バッジ                      | 上級空挺バッジ                      | 上級空挺バッジ                      | 軍事自由落下バッジ         | 軍事自由落下バッジ         | 軍事自由落下バッジ         | 軍事自由落下バッジ         | 優秀射手バッジ（ライフルバー付き） | 優秀射手バッジ（ライフルバー付き） | 優秀射手バッジ（ライフルバー付き） | 優秀射手バッジ（ライフルバー付き） |
| 特殊部隊タブ                        | 特殊部隊タブ                        | 特殊部隊タブ                        | 特殊部隊タブ                        | 特殊部隊タブ               | 特殊部隊タブ               | レンジャータブ             | レンジャータブ             | レンジャータブ                     | レンジャータブ                     | レンジャータブ                     | レンジャータブ                     |
| 統合功績部隊感状                    | 統合功績部隊感状                    | 統合功績部隊感状                    | 統合功績部隊感状                    | 統合功績部隊感状           | 統合功績部隊感状           | 勇敢部隊感状               | 勇敢部隊感状               | 勇敢部隊感状                       | 勇敢部隊感状                       | 勇敢部隊感状                       | 勇敢部隊感状                       |

### 命名
アメリカ海軍は、1996年7月4日木曜日午前10時にバージニア州ニューポートニューズで行われた進水式で、RO-RO船にゴードンと命名した。ペンシルバニア州選出のジョン・マーサ下院議員（民主党）が主席演説者となり、未亡人であるカルメン・ゴードン夫人も出席した。ゴードンは商業コンテナ船から大型の中速RO-RO海上輸送船（LMSR)に改造された2隻目の船であり、アメリカ海軍の軍事海上輸送司令部（ワシントンD.C.）によって運用されている。
その他にも多くのものがゴードンにちなんで名付けられている。2009年1月にノースカロライナ州ハーネット郡リンデンオークスに、彼の栄誉を称えて名付けられたゴードン小学校が開校した。小学校は、フォートブラッグの近くにあり、ここにはソマリア赴任前のゴードンが勤務していた。ロサンゼルスにある統合即応訓練センターでは、市街地戦訓練用の模擬都市にシュガート・ゴードンと名付けている。

### 名誉勲章

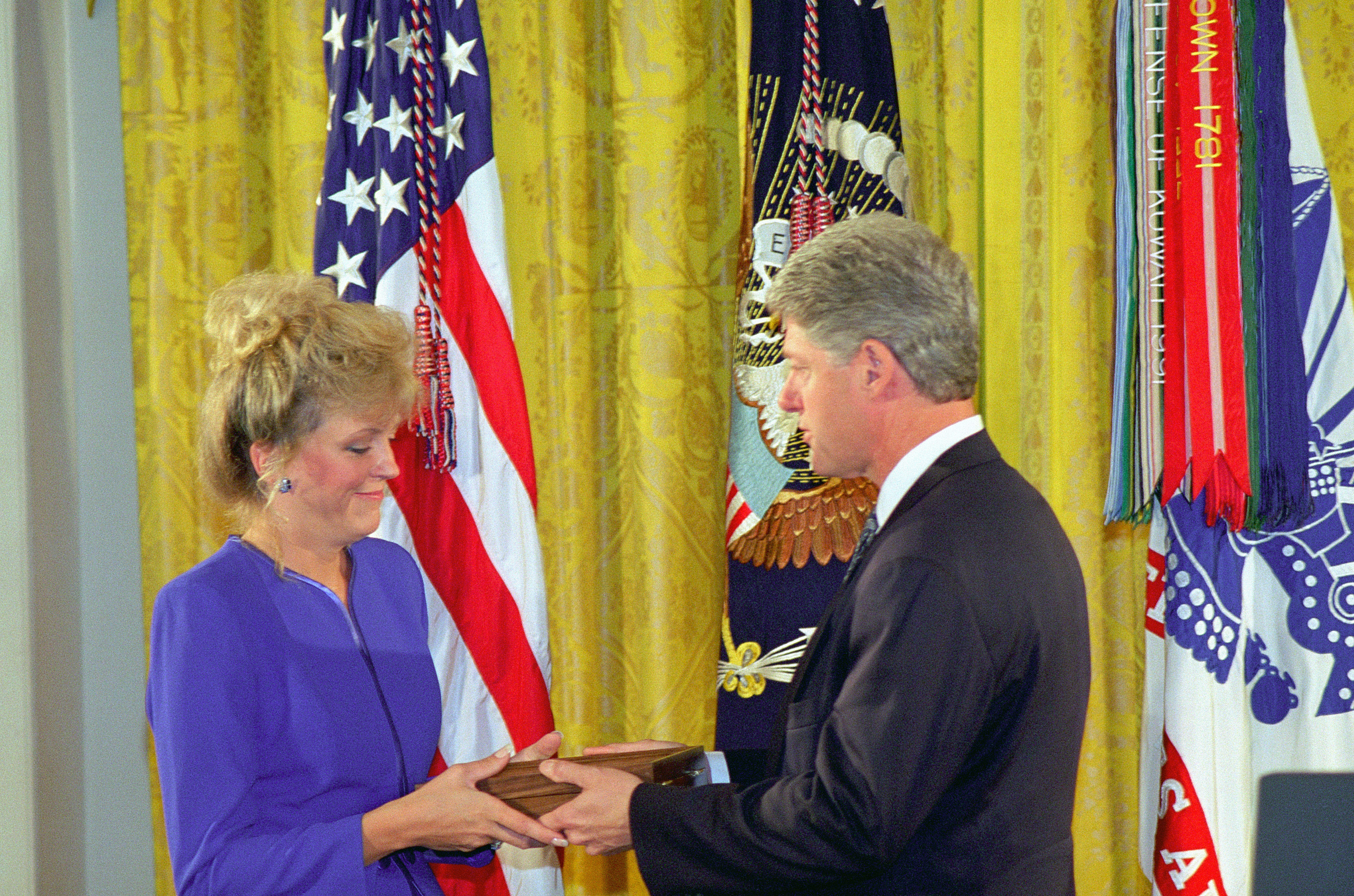
ホワイトハウスでビル・クリントン大統領がカルメン・ゴードン未亡人に名誉勲章を手渡している場面

1994年5月23日、死後のシュガートとゴードンに、デュラントとブラックホーク「スーパーシックス・フォー」の乗組員の命を守るために払った行動と犠牲を称えて、ベトナム戦争以来初となる名誉勲章を贈られた。彼らは、ゴシック・サーペント作戦に参加した兵士の中で、唯一アメリカ軍の最高勲章である名誉勲章を受章した。名誉勲章はホワイトハウスで、彼らの妻であるカルメン・ゴードンとステファニー・シュガートにビル・クリントン大統領から手渡された。

## 大衆文化
モガディシュの戦闘は2001年に「ブラックホーク・ダウン」という映画になり、ゴードン役はデンマークの俳優ニコライ・コスター＝ワルドーが演じている。
マルコ・クロースの小説『出発の戦線』（2014年、原題： Lines of Departure）は、軍用貨物船「ゲイリー・I・ゴードン」と、所属する宇宙艦隊が中心に描かれており、ソマリアでのゴードンの英雄的行動を称えている。